# Operatorenrechnung nach Mikusiński
Die Operatorenrechnung nach Mikusiński ist eine Operatorenrechnung der Elektrotechnik und der Systemtheorie der Nachrichtentechnik, die 1950 von Jan Mikusiński ausgearbeitet wurde. Damit begründete er die empirische Operatorenrechnung nach Heaviside durch moderne algebraische Methoden auf der Grundlage des Faltungsproduktes direkt und vollständig neu. Seine Operatorenrechnung  geht nicht den „Umweg“ der Laplace-Transformation mit getrenntem Zeit- und Bildbereich. Sie ist weitreichender, logisch einfacher und allgemeingültiger.
Wie alle Operatorenrechnungen dient sie vorrangig dazu, lineare Differentialgleichungen in lineare algebraische Gleichungen umzuformen und damit deren Lösung wesentlich zu vereinfachen. Insbesondere bei der Berechnung linearer Netzwerke der Elektrotechnik können durch den direkten Einsatz des Differentialoperators bei Induktivitäten und Kapazitäten die klassischen Berechnungsmethoden der Gleichstromtechnik auch bei beliebigen Signalformen angewendet werden.
Aus mathematisch-algebraischer Sicht wird der Ring der stetigen Zeitfunktionen mit der Faltungsoperation als Multiplikation durch Bildung seines Quotientenkörpers zum Körper der Mikusiński-Operatoren erweitert, der dadurch als Umkehroperation der Faltung „Brüche“ von Funktionen ermöglicht.

## Vor- und Nachteile
Vorteile der Operatorenrechnung nach Mikusiński
- Ein Operator ist unmittelbar ein mathematisches Modell eines Signals oder Systems.
- Es ist kein Umweg über einen Bildbereich (Frequenzbereich) nötig, sondern man arbeitet immer im Originalbereich (Zeitbereich).
- Konvergenzuntersuchungen und daraus folgende Einschränkungen sind nicht notwendig.
- Die Arbeit mit Distributionen zur Beschreibung des Dirac-Impulses (und ähnlicher Signale) ist nicht nötig.
- Es sind keine Kenntnisse der komplexen Analysis aus der Funktionentheorie erforderlich.

Nachteile der Operatorenrechnung nach Mikusiński
- Die algebraische Begründung ist mathematisch sehr abstrakt und für die meist wenig algebraisch ausgebildeten „praktizierenden Ingenieure“ unanschaulich.
- Der Übergang zur in der Praxis oft benutzten „imaginären Frequenz“ und damit die Spektraldarstellung von Signalen sind nicht sofort offensichtlich.

Deshalb und aufgrund der wenigen verfügbaren Literatur zur Operatorenrechnung nach Mikusiński ist sowohl in der Praxis der Ingenieurtätigkeit als auch in der Ingenieursausbildung heute noch die Laplace-Transformation die meist angewandte bzw. gelehrte Methode der Operatorenrechnung.

## Voraussetzungen und Schreibweise
Wie alle Operatorenrechnungen ist auch die Operatorenrechnung nach Mikusiński nur für lineare zeitinvariante Systeme anwendbar. Die Signale müssen für t < 0 verschwinden und für t ≥ 0 stetig sein. Die konstruierten Operatoren können allerdings auch Signale mit endlich vielen Unstetigkeitsstellen repräsentieren.
Um eine Zeitfunktion (z. B. x(t)) als solche zu kennzeichnen und von ihrem Wert abzuheben sowie das Verschwinden bei negativer Zeit anzuzeigen, wird sie zwischen geschweifte Klammern geschrieben: {\displaystyle \left\{x(t)\right\}}. In der Literatur werden oft auch spitze Klammern verwendet: {\displaystyle \langle x(t)\rangle }. Manchmal werden auch nur die Funktionsbezeichner ohne „(t)“ geschrieben: {\displaystyle x}.

## Konstruktion der Mikusiński-Operatoren

### Schritt 1: Der Ring der stetigen Funktionen
Auf der Menge der im Intervall {\displaystyle [0,\infty )} stetigen Funktionen werden folgende Operationen definiert:
Die Addition ordnet den zwei Zeitfunktionen {\displaystyle \{f(t)\}} und {\displaystyle \{g(t)\}} die durch „gewöhnliche“ Addition der Funktionswerte gewonnene Funktion zu:
{\displaystyle \{f(t)\}+\{g(t)\}=\{f(t)+g(t)\}}.
Das neutrale Element der Addition ist damit die Nullfunktion {\displaystyle \{0\}}.
Die Multiplikation ordnet den zwei Funktionen {\displaystyle \{f(t)\}} und {\displaystyle \{g(t)\}} deren Faltungsprodukt zu, so dass gilt
{\displaystyle \{f(t)\}\cdot \{g(t)\}=\left\lbrace \int \limits _{0}^{t}f(u)\cdot g(t-u)\cdot du\right\rbrace =\{f(t)\star g(t)\}}.
Bei der Schreibweise mit geschweiften Klammern wird die Faltung von zwei Funktionen (in der Literatur auch als Funktionenprodukt bezeichnet) üblicherweise durch den einfachen „Malpunkt“ (der auch weggelassen werden kann) symbolisiert, der nicht mit dem „normalen“ Multiplikationsoperator (auch als Werteprodukt bezeichnet) verwechselt werden darf. Beispielsweise gilt für das Funktionenprodukt, also die Faltung
{\displaystyle \{t\}\cdot \{e^{t}\}=\{e^{t}-t-1\}\neq \{t\cdot e^{t}\}}.
Ein neutrales Element dieser Multiplikation („Eins-Element“) gibt es nicht, denn die Delta-Distribution, die das realisieren würde, ist keine stetige Funktion. Damit wird diese Menge der stetigen Funktionen zu einem kommutativen Ring ohne Einselement, für den gilt:
- Satz von Titchmarsh:[1] Der Ring ist nullteilerfrei (d. h. die Faltung zweier Funktionen ist nur dann gleich {\displaystyle \{0\}}, wenn mindestens eine Funktion {\displaystyle \{0\}} ist). Damit wird er zum Integritätsbereich (im „weiteren Sinn“, wegen des fehlenden Einselementes[2]).
- Die Sprungfunktion {\displaystyle \{1\}} übernimmt die Rolle des Integrationsoperators. Den dazugehörigen Umkehroperator gibt es nicht.
- Nicht jede Gleichung {\displaystyle \{f(t)\}\cdot \{x(t)\}=\{g(t)\}} besitzt eine Lösung {\displaystyle \{x(t)\}}, die wieder eine stetige Funktion ist. Die Umkehroperation der Faltung („Faltungsdivision“) geht also „nicht immer auf“. Beispielsweise ist {\displaystyle \{t\}\cdot \{x(t)\}=\{e^{t}\}} nicht als stetige Funktion lösbar.

Diese Situation ist vergleichbar mit der Division der ganzen Zahlen. Dort führt man die Brüche (die nichts weiter als Paare von ganzen Zahlen sind) als neue Zahlen ein und definiert die entsprechenden Operationen so, dass die Menge der ganzen Zahlen in der Menge der Brüche eingebettet ist. Auf die gleiche Weise werden (im nächsten Absatz) die „Brüche von Funktionen“ konstruiert.

### Schritt 2: Bildung des Quotientenkörpers
Die Körpertheorie zeigt: Jedem Integritätsbereich lässt sich eindeutig ein Körper zuordnen, in dem dieser isomorph eingebettet ist, der sog. Quotientenkörper. Der aus dem Integritätsbereich der stetigen Funktionen konstruierte Quotientenkörper heißt Körper der Mikusiński-Operatoren. Seine Elemente heißen Operatoren. Dazu werden Paare von Funktionen [{x(t)}, {y(t)}] gebildet und folgende Äquivalenzrelation eingeführt:
{\displaystyle \left[\{a(t)\},\{b(t)\}\right]=\left[\{c(t)\},\{d(t)\}\right]\Longleftrightarrow \{a(t)\}\cdot \{d(t)\}=\{b(t)\}\cdot \{c(t)\}\Longleftrightarrow a(t)*d(t)=b(t)*c(t)}
Die damit entstehenden Äquivalenzklassen sind die gewünschten Operatoren. Sie werden durch ihre Repräsentanten vertreten, die üblicherweise in Anlehnung an die Bruchrechnung mit „Bruchstrich“, der aber nicht als der der Zahlendivision interpretiert werden darf, geschrieben werden:
{\displaystyle \left[\{a(t)\},\{b(t)\}\right]={\frac {\{a(t)\}}{\{b(t)\}}}}
Die Addition zweier Operatoren wird (in Anlehnung an die Addition von Brüchen) wie folgt definiert:
{\displaystyle {\frac {\{a(t)\}}{\{b(t)\}}}+{\frac {\{c(t)\}}{\{d(t)\}}}={\frac {\{a(t)\}\cdot \{d(t)\}+\{b(t)\}\cdot \{c(t)\}}{\{b(t)\}\cdot \{d(t)\}}}}
Die Multiplikation wird ebenso als getrennte Multiplikationen (d. h. Faltungen) der beiden „Zähler“ bzw. „Nenner“ definiert:
{\displaystyle {\frac {\{a(t)\}}{\{b(t)\}}}\cdot {\frac {\{c(t)\}}{\{d(t)\}}}={\frac {\{a(t)\}\cdot \{c(t)\}}{\{b(t)\}\cdot \{d(t)\}}}}
Damit gilt nun schließlich für die Division von Operatoren:
{\displaystyle {\frac {\{a(t)\}}{\{b(t)\}}}:{\frac {\{c(t)\}}{\{d(t)\}}}={\frac {\{a(t)\}\cdot \{d(t)\}}{\{b(t)\}\cdot \{c(t)\}}}}
Im Nenner darf niemals die Funktion {0} stehen und der „Malpunkt“ ist immer als Faltungsprodukt zu verstehen.

## Ausgewählte Operatoren und ihre Bedeutung

### Das Eins-Element
Jeder Operator, der in Zähler und Nenner die gleichen von {0} verschiedenen Funktionen besitzt, repräsentiert das neutrale Element der Multiplikation („1-Element“), den Operator 1 (der aber nicht mit der Sprungfunktion {1} verwechselt werden darf):
{\displaystyle 1={\frac {\{x(t)\}}{\{x(t)\}}}}
Per Definition ändert dieser Operator bei der Multiplikation („Faltung“) die Funktion selbst nicht. Er besitzt damit die Funktionalität der Delta-Distribution {\displaystyle \delta (t)}. Manche Autoren schreiben deshalb (mathematisch nicht exakt):
{\displaystyle 1=\{\delta (t)\}}

### Die stetigen Funktionen
Die (ursprünglichen) stetigen Funktionen {f(t)} selbst sind in den Operatoren der folgenden Form als „Unterring“ mit Isomorphie enthalten und können auch weiterhin wie die ursprünglichen Ringelemente geschrieben werden:
{\displaystyle \{f(t)\}={\frac {\{f(t)\}\cdot \{x(t)\}}{\{x(t)\}}}}
Deren „Division“ (also die Umkehrung der Faltung) ist nun im Körper der Operatoren unbegrenzt ausführbar:
{\displaystyle \{f(t)\}:\{g(t)\}={\frac {\{f(t)\}}{\{g(t)\}}}}
Damit können die geschweiften Klammern auch als „Operatorklammern“ betrachtet werden, die aus einer Zeitfunktion einen Operator machen.

### Der Integrationsoperator
Die Sprungfunktion {1} spielt weiterhin die Rolle des Integrationsoperators:
{\displaystyle \{1\}={\frac {\{1\}\cdot \{f(t)\}}{\{f(t)\}}}={\frac {\left\lbrace \int \limits _{0}^{t}f(\tau )d\tau \right\rbrace }{\{f(t)\}}}}

### Zahlenoperatoren
Als Zahlenoperatoren oder Konstanten bezeichnet man die Elemente folgender Form (wobei k eine beliebige komplexe Zahl darstellt):
{\displaystyle k={\frac {\{k\cdot x(t)\}}{\{x(t)\}}}}
Diese Operatoren sind damit ein Unterkörper mit Isomorphie zu den komplexen Zahlen und übernehmen deren Funktion innerhalb der Operatorenrechnung.

### Der Differentialoperator
Der Differentialoperator wird ganz natürlich als Umkehrung des Integrationsoperators neu definiert und üblicherweise (in Anlehnung an die Laplace-Transformation) mit s (bei manchen Autoren auch mit p) bezeichnet:
{\displaystyle s={\frac {\{f(t)\}}{\{1\}\cdot \{f(t)\}}}={\frac {1}{\{1\}}}}
Wird der Integrationsoperator auf die Ableitung einer differenzierbaren Funktion (deren Wert von 0 beim Differenzieren weggefallen ist) angewendet, so wird 
{\displaystyle \{1\}\cdot \{f'(t)\}=\{f(t)\}-f(0)\cdot \{1\}}.
Wenn man nun den Integrationsoperator durch 1/s ersetzt und entsprechend auflöst, erhält man die wichtige Regel zur Anwendung des Differentialoperators auf eine differenzierbare Funktion
{\displaystyle s\{f(t)\}=\{f'(t)\}+f(0)\,}
oder für den Operator eines Differentialquotienten
{\displaystyle \{f'(t)\}=s\{f(t)\}-f(0)\,}.
Das Ergebnis des Differentialoperators setzt sich also aus dem Operator der Ableitung der Funktion und einem Konstanten-Operator zusammen. Dieser Konstanten-Operator repräsentiert eine Anfangsbedingung und stellt einen wesentlichen Unterschied zum Differentialoperator der heavisideschen Operatorenrechnung dar, stimmt aber mit den Regeln der Laplace-Transformation überein.

## Die Darstellung von Zeitfunktionen durch Differential-Operatoren
Wesentlich für die praktische Anwendung ist die Möglichkeit der Darstellung von Zeitfunktionen durch Ausdrücke mit dem Differentialoperator s. Im Fall der Mikusiński-Operatoren erhält man damit die genauen Entsprechungen zu den Bildfunktionen der Laplace-Transformation.
- Der Einheitssprung als Integrationsoperator ist der Kehrwert des Differentialoperators:

{\displaystyle \{1\}={\frac {1}{s}}}
- Für die Rampenfunktion gilt

{\displaystyle \{t\}=\{1\}\cdot \{1\}={\frac {1}{s^{2}}}}
- Für die Exponentialfunktion ergibt sich mit der Eigenschaft des Differentialoperators

{\displaystyle s\{e^{\gamma t}\}=\gamma \{e^{\gamma t}\}+1}
Durch Auflösung nach der Exponentialfunktion ergibt sich deren Operatordarstellung
{\displaystyle \{e^{\gamma t}\}={\frac {1}{s-\gamma }}}
- Verallgemeinert kann folgende „Korrespondenz“ bewiesen werden:

{\displaystyle \left\lbrace {\frac {t^{n-1}}{(n-1)!}}e^{\gamma t}\right\rbrace ={\frac {1}{(s-\gamma )^{n}}}}
Praktisch können für alle diese „Umrechnungen“ die Korrespondenztabellen der Laplace-Transformation benutzt werden. Das gilt auch für die Berechnung der Zeitfunktionen aus den Operator-Ausdrücken.

## Die Interpretation von rationalen Operatorfunktionen
Bei der Arbeit mit Netzwerken aus konzentrierten Bauelementen und anderen Systemen, die sich durch gewöhnliche lineare Differentialgleichungen beschreiben lassen, erhält man eine rationale Operatorfunktion (also einen Bruch aus Polynomen in s), die das System (z. B. als Übertragungsfunktion) beschreibt. Die Interpretation als Zeitfunktion (in der Laplace-Transformation würde man das als Rücktransformation bezeichnen) erfolgt z. B. durch Partialbruchzerlegung und Interpretation der Partialbrüche mit Hilfe von Korrespondenztabellen.

## Beispiele zur Lösung von Differentialgleichungen
Ein RLC-Reihenschwingkreis an der idealen Spannungsquelle u(t) lässt sich durch folgendes (lineare) DGL-System (in Zustandsform) beschreiben:
{\displaystyle L{\frac {di_{L}}{dt}}=u(t)-u_{C}-Ri_{L}}
{\displaystyle C{\frac {du_{C}}{dt}}=i_{L}}
Mit Einführung der Operatorschreibweise erhält man
{\displaystyle L[s\{i_{L}\}-i_{L}(+0)]=\{u(t)\}-\{u_{C}\}-R\{i_{L}\}}
{\displaystyle C[s\{u_{C}\}-u_{C}(+0)]=\{i_{L}\}}
Üblicherweise führt man bei Schwingkreisen als Abkürzung die Resonanzkreisfrequenz
{\displaystyle \omega _{0}={\frac {1}{\sqrt {LC}}}},
die Abklingkonstante
{\displaystyle \delta ={\frac {R}{2L}}}
und die Eigenkreisfrequenz
{\displaystyle \omega ={\sqrt {\omega _{0}^{2}-\delta ^{2}}}}
ein. Wir setzen eine geringe Dämpfung (periodischer Fall) voraus, so dass gilt
{\displaystyle \omega _{0}>\delta }.

### Entladung eines Reihenschwingkreises
Der Spezialfall der Entladung des mit {\displaystyle u_{C}(+0)=U_{C0}} geladenen Kondensators durch Kurzschluss ({\displaystyle u(t)=0}) ergibt
{\displaystyle sL\{i_{L}\}=-\{u_{C}\}-R\{i_{L}\}}
{\displaystyle C(s\{u_{C}\}-U_{C0})=\{i_{L}\}}
Durch Auflösen der ersten Gleichung nach der Kondensatorspannung und Einsetzen in die zweite Gleichung eliminieren wir diese zur Berechnung des Stromes im Schwingkreis:
{\displaystyle C[-s(sL\{i_{L}\}+R\{i_{L}\})-U_{C0}]=\{i_{L}\}}
Umordnen ergibt
{\displaystyle (s^{2}LC+sRC+1)\cdot \{i_{L}\}=-U_{C0}\cdot C}
Mit den o. g. Abkürzungen und nach Division durch LC kann man die Gleichung umschreiben:
{\displaystyle (s^{2}+2\delta s+\omega _{0}^{2})\cdot \{i_{L}\}=-{\frac {U_{C0}}{L}}}
Durch Auflösung nach dem gesuchten Strom, Ermittlung der Wurzeln des Nenners und Partialbruchzerlegung erhält man
{\displaystyle \{i_{L}\}=-{\frac {U_{C0}}{L}}\cdot {\frac {1}{s^{2}+2\delta s+\omega _{0}^{2}}}=-{\frac {U_{C0}}{L}}\cdot {\frac {1}{(s+\delta -j\omega )\cdot (s+\delta +j\omega )}}=-{\frac {U_{C0}}{2j\omega L}}\cdot \left({\frac {1}{s+\delta -j\omega }}-{\frac {1}{s+\delta +j\omega }}\right)}.
Die rechts stehenden Operatorausdrücke sind als die der Exponentialfunktion bekannt (s. o.) und können deshalb entsprechend geschrieben werden
{\displaystyle \{i_{L}\}=-{\frac {U_{C0}}{2j\omega L}}\cdot \left(\{e^{-\delta t+j\omega t}\}-\{e^{-\delta t-j\omega t}\}\right)=-{\frac {U_{C0}}{\omega L}}\cdot \left(\{e^{-\delta t}\cdot {\frac {e^{j\omega t}-e^{-j\omega t}}{2j}}\}\right)=-{\frac {U_{C0}}{\omega L}}\cdot \left(\{e^{-\delta t}\cdot \sin {\omega t}\}\right)}
Schließlich schreibt man diese Operatorgleichung wieder in „Zeitform“:
{\displaystyle i_{L}(t)=-{\frac {U_{C0}}{\omega L}}\cdot \left(e^{-\delta t}\cdot \sin {\omega t}\right)}

### Einschalten eines Reihenschwingkreises
Der Spezialfall des Aufladens des ungeladenen Kondensators durch Einschalten einer Gleichspannung {\displaystyle \{u(t)\}=\{U_{0}\}} ergibt
{\displaystyle sL\{i_{L}\}=\{U_{0}\}-\{u_{C}\}-R\{i_{L}\}}
{\displaystyle sC\{u_{C}\}=\{i_{L}\}}
Durch Auflösen der ersten Gleichung nach der Kondensatorspannung und Einsetzen in die zweite Gleichung eliminieren wir diese:
{\displaystyle sC(\{U_{0}\}-sL\{i_{L}\}-R\{i_{L}\})=\{i_{L}\}}
Umordnen ergibt
{\displaystyle (s^{2}LC+sRC+1)\cdot \{i_{L}\}=\{U_{0}\}\cdot sC}
Mit den o. g. Abkürzungen und nach Division durch LC kann man die Gleichung umschreiben:
{\displaystyle (s^{2}+2\delta s+\omega _{0}^{2})\cdot \{i_{L}\}={\frac {s\{U_{0}\}}{L}}}
Der Differentialoperator s und der integrierende Einschaltsprung {\displaystyle \{U_{0}\}} heben sich zum Konstantenoperator {\displaystyle U_{0}} auf:
{\displaystyle (s^{2}+2\delta s+\omega _{0}^{2})\cdot \{i_{L}\}={\frac {U_{0}}{L}}}.
Damit haben wir praktisch die gleiche Gleichung wie beim Ausschaltvorgang und damit die gleiche Lösung (mit umgekehrten Vorzeichen)
{\displaystyle i_{L}(t)={\frac {U_{0}}{\omega L}}\cdot \left(e^{-\delta t}\cdot \sin {\omega t}\right)}

## Operatorreihen und Operatorfunktionen

### Grenzwert
Für notwendige Grenzübergänge bei der Arbeit mit Operatorreihen, partiellen Differentialgleichungen und nichtrationalen Operatoren wird ein erweiterter Begriff der Konvergenz von Operatorfolgen eingeführt: Falls eine Funktion {\displaystyle \{f_{n}(t)\}} im klassischen Sinne gegen {\displaystyle \{f(t)\}} konvergiert, dann konvergiert auch die Folge der Operatoren {\displaystyle g\cdot \{f_{n}(t)\}} gegen den Operator {\displaystyle g\cdot \{f(t)\}}, wobei g ein beliebiger Operator ist. Beispielsweise folgt damit aus der bekannten Konvergenz von
{\displaystyle \lim _{\omega \to \infty }\left\lbrace {\frac {\sin \omega t}{\omega }}\right\rbrace =\{0\}}
die Konvergenz im Sinne der Operatorenrechnung
{\displaystyle \lim _{\omega \to \infty }\{\cos \omega t\}=\lim _{\omega \to \infty }s\cdot \left\lbrace {\frac {\sin \omega t}{\omega }}\right\rbrace =s\cdot \{0\}=\{0\}}.

### Operatorreihen
Mit diesem Konvergenzbegriff können die Gesetzmäßigkeiten und Summenformeln der „klassischen“ Reihenlehre auf Operatorreihen übernommen werden. Ein typisches Beispiel ist die binomische Reihe:
{\displaystyle \sum _{n=0}^{\infty }{\nu  \choose n}{\{f(t)\}}^{n}=(1+\{f(t)\})^{\nu }}

### Operatorfunktionen
Ein Operator, der von einer reellen Zahl aus einem bestimmten Intervall abhängt, heißt Operatorfunktion. Insbesondere sind parametrische Operatorfunktionen für jede reelle Zahl definiert. Operatorfunktionen können in Bezug auf den Parameter stetig und differenzierbar sein. Dann definiert man die Ableitung der Operatorfunktion als Operator der partiellen Ableitung der den Operator definierenden Funktion. Ist also beispielsweise {\displaystyle u(x)=\{\sin xt\}}, dann gilt {\displaystyle u'(x)=\left\lbrace {\frac {\partial }{\partial x}}\sin xt\right\rbrace }.

## Der Verschiebungsoperator
Unter dem Verschiebungsoperator {\displaystyle h^{T}} versteht man eine vom Parameter T abhängige Operatorfunktion, welche die Funktion, auf welche sie angewendet wird, um die Zeit T „nach rechts“ verschiebt:
{\displaystyle h^{T}\{f(t)\}={\begin{cases}0&:t<T\\f(t-T)&:t\geq T\end{cases}}}
Auf Grund der aus der Definition ableitbaren Rechenregeln für die „übliche“ Potenzrechnung und einigen weiteren Definitionen für den Verschiebungsoperator kann man diesen vorteilhaft als Exponentialfunktion in Bezug auf den Differentialoperator s definieren:
{\displaystyle h^{T}=e^{-sT}}.
Mit Hilfe des Verschiebungsoperators lassen sich nun auch unstetige Funktionen (z. B. die Treppenfunktion) und periodische Funktionen als Operator darstellen. Damit ist die Kompatibilität zur komplexen Wechselstromrechnung und zur Laplace-Transformation hergestellt.

## Anmerkung
In der älteren Literatur (z. B. bei Berg) wird als Funktionsprodukt nicht die Faltung, sondern die zeitliche Ableitung des Faltungsproduktes benutzt. Das ist zwar nur ein formaler Unterschied, der jedoch die Kompatibilität zur „modernen“ Laplace-Transformation stört, dafür aber kompatibel zur sogenannten Laplace-Carson-Transformation ist.